# Швајцарски грађански законик
Швајцарски грађански законик (Schweizeriches Zivilgesetzbuch) донет је 1912. године у условима конфедерално-федералног уређења кроз демократску процедуру која је уставно установљена током 19. века и једна је од најзанчајнијих грађанских кодификација у Европи. У Швајцарској је на снази било чак двадесетак различитих грађанскоправних режима, углавном заснованих на локалном, народном обичајном праву, или ослоњени на Code civil у француским кантонима, односно на Аустријски грађански законик у немачким. Како би се превазишао тако изражен правни партикуларизам и битне разлике, још крајем 19. века је ипак постигнута сагласност кантона да федерација треба да унификује правни систем земље.

## Историјат
Правни основ за унификацију правног система је створио Устав из 1784. године успоставивши надлежност федерације, а већ 1881. године је донет Швајцарски закон о облигацијама. После тога припадник историјскоправне школе Еуген Хубер (Eugen Huber) добија задатак да састави целовиту грађанску кодификацију, која је представљена швајцарској Савезној скупштини 1900. године. Она бива усвојена после дораде 1907. године и коначно ступа на снагу 1912. године.

## Значајни правни транспланти
Швајцарски грађански законик је 1922. године скоро у потпуности преузела Турска. Такође ова кодификација је извршила веома снажан утицај на Италијански грађански законик из 1942. године, а у појединим решењима и на низ других грађанских кодификација, нарочито на Грчку. Добрим делом се његов утицај примећује и у нашем Закону о облигационим односима СФРЈ из 1978. године, који је после распада државе скоро без измена преузет од свих новонасталих држава бивше СФРЈ.